# کوشاتا (لوئیزیانا)
کوشاتا (به انگلیسی: Coushatta) شهری در ایالت لوئیزیانا کشور ایالات متحده آمریکا است که جمعیت آن در سرشماری سال ۲۰۱۰ میلادی، ۱٬۹۶۴ نفر بوده‌است.